# The Charms
The Charms sono un gruppo di musica beat greco fondato nel 1964.

## Storia
The Charms nacquero nel 1964 sull'onda della musica beat inglese che andava imperversando nel mondo. La band pubblicò il primo singolo intitolato Charming Hully Gully / Shake With Charm con la Popular nel 1965. È stata attiva fino alla fine del 1973.

## Membri
- Petros Pollatos (sassofono)
- Vassilis Tzavaras (percussioni)
- Michalis Rozakis (voce, basso)
- Costas Nikolopoulos (chitarra)
- Theodoros Laskaris (tastiere)
- Spyros Karoutas (chitarra, basso)
- Teris Ieremias
- George Stratis (percussioni)
- Costas s Liakis (strumenti a fiato)
- Giorgo s Melekis.

## Discografia

### Album
- 1967 - The Charms
- 1970 - Charms

### Singoli ed EP
- 1965 - Charming Hully Gully / Shake With Charm
- 1965 - Unchained / Ok Charm  split 7" con Kostas Karydas
- 1965 - Mr. Goose / See You On Sunday
- 1965 - Yanka / High Life Rhythm (Winnetou) split 7" con Willy and His Giants
- 1966 - Κορίτσι Του Βορηά (The Girl Of The North) / Ο Διωγμός (Ο Επίλογος) (Epilogue)
- 1966 - Ascolta Mio Dio (Ti Prego) / Sempre
- 1966 - Respect / Wonderful World
- 1966 - It's My Life / Alleluia, Don't Leave Me Alone
- 1966 - I'm Coming Back (To Stay) / The Count Game
- 1967 - Χειμώνα - Καλοκαίρι / Γλυκειά Αγαπημένη
- 1967 - Έξω Απ' Τον Κόσμο / Γαλάζιο Όνειρο
- 1967 - Vita Facile / Via Da Me
- 1967 - I'm Sick Y' All / Home In Your Heart
- 1968 - Τρελλοκόριτσο (Simon Says) / Η Ερημιά
- 1968 - Εύκολη Ζωή / Νοσταλγία
- 1969 - Σ´αγαπώ / Αγγελική
- 1969 - Σε Λατρεύω / Η Γνωριμία Μας
- 1970 - Η Πρώτη Μου Αγάπη / Φύγε
- 1970 - Το Μικρό Μας Το Σπιτάκι / Χωρίς Εσένα
- 1970 - Έλα Πάλι Έλα / Θα Σε Περιμένω
- 1970 - Να να να Hey Μην κλαίς / Charming Beat
- 1972 - My love, my love / People
- 1973 - Να Μείνουμε Πάντα Παιδιά / Στην Υγειά Μου Στην Υγειά Σου

### Greatest Hits
- 1974 - Να Μείνουμε Πάντα Παιδιά
- 1982 - Γρανίτα Από Charms